# 四国西濃運輸
四国西濃運輸株式会社（しこくせいのううんゆ）は、愛媛県東温市に本社を置く、セイノーホールディングス傘下の運送会社。

## 概要
主に、四国島内3県（香川、愛媛、徳島）にて西濃運輸貨物の取扱を行う他、四国島内から主要都市（大阪、東京、福岡）などへの路線便の運行、チャーター便の運行を行う。

## 沿革
- 1952年6月 - 「松山自動車株式会社」設立。石崎汽船の松山港に発着する貨物の配送を取り扱う。
- 1957年5月 - 大阪曹達の三島・川之江への塩素・苛性輸送及び三越松山店～大阪店間のコンテナ輸送開始。
- 1960年4月 - 自動車運送取扱事業の登録取得。
- 1961年11月 - 一般路線貨物自動車運送事業（松山～大阪間）の経営免許取得。松山営業所開設。大阪営業所開設。
- 1962年3月 - 松山～大阪間の定期急行便運行。
- 1963年
  - 6月 - 「松山運輸株式会社」に社名変更。西濃運輸のグループ会社になる。
  - 10月 - 高松営業所、新居浜営業所を開設。
  - 12月 - 野里営業所を開設。
- 1964年
  - 3月 - 西濃運輸と連絡運輸協定締結。
  - 6月 - 愛媛県松山市山西町に本社移転。
  - 11月 - 「四国西濃運輸株式会社」に社名変更。
  - 12月 - 一般貨物路線貨物自動車運送事業の路線延長免許取得（今治市～広島市間）。
- 1965年
  - 6月 - 川之江営業所を開設。
  - 10月 - 徳島営業所を開設。
- 1966年12月 - 普通自動車、小型自動車分解整備事業の認可取得。
- 1967年12月 - 一般路線貨物自動車運送事業の路線延長免許取得（西宮市～名古屋市間）。
- 1969年
  - 3月 - 大東営業所を開設。
  - 12月 - 一般路線貨物自動車運送事業の路線延長免許取得（名古屋市～東京都間）。
- 1971年
  - 10月 - 三越松山支店の配送業務部門として、株式会社三友を設立。
  - 12月 - 天王寺営業所を開設。高知営業所を開設。
- 1972年12月 - 指定自動車整備事業の指定を受ける。
- 1973年2月 - 本社及び松山支店を愛媛県松山市会津町に移転。
- 1974年
  - 2月 - 北大阪営業所を開設。
  - 11月 - 高松支店ターミナル完成。
- 1976年8月 - 大阪南港営業所を開設。
- 1977年
  - 2月 - 自動車損害賠償保険の代理店業務開始。
  - 6月 - 4トン保冷車による近畿～四国間、四国～福岡間、四国～東京間の医薬品保冷輸送開始。
  - 11月 - 宅急ふるさと便を販売。
- 1978年
  - 4月 - 自動車分解整備事業の認証を受ける。
  - 10月 - 末広営業所を開設。
- 1979年
  - 9月 - 土佐営業所を開設。
  - 10月 - 大洲営業所を開設。
- 1980年
  - 5月 - 三島営業所を開設。
  - 6月 - 近畿～四国間の医薬品保冷輸送に11トン車投入、医薬専用輸送を本格化。
  - 11月 - 丸亀営業所を開設。
- 1981年4月 - 輸送商品名をカンガルー便に統一。
- 1982年2月 - 一般路線貨物自動車運送事業の路線延長免許取得（淡路島路線）。
- 1983年
  - 4月 - 集配車輛への無線機搭載。
  - 11月 - オンライン化スタート。
- 1984年
  - 2月 - 松山、北大阪両支店にカンガルーオンラインシステム導入。
  - 8月 - 西濃運輸輸送グループオンライン網完成。
- 1985年
  - 5月 - 山西配送センターを開設。
  - 11月 - 宅地建物取引業務免許取得。
- 1986年4月 - 三越・配送業務のオンライン化提供。
- 1987年7月 - 淡路営業所を開設。
- 1988年3月 - 坂出支店を開設。
- 1990年
  - 2月 - 宇和島営業所を開設。
  - 12月 - 貨物自動車運送事業法・貨物運送取扱事業法施行、特別積合せ貨物自動車運送事業者となる。
- 1991年5月 - 中村営業所を開設。車載端末機（OBT）導入。
- 1992年8月 - 松山空港営業所を開設。
- 1993年
  - 2月 - 今治支店を開設。
  - 3月 - 灘支店を開設。
- 1994年1月 - 三豊支店を開設。
- 1995年
  - 4月 - 第二種利用運送事業の経営認可取得。
  - 9月 - 産業廃棄物収集運搬事業認可取得。
- 1999年3月 - 霊柩運送事業認可取得。
- 2001年4月 - 家電リサイクル指定引取場所認可。
- 2003年8月 - 本社・松山支店を現在地に移転開設。
- 19xx年 - 株式交換により、西濃運輸が筆頭株主となり完全子会社となる。

## 支店・営業所等
- 本社 - 愛媛県東温市上村甲980番地
- 支店・営業所
- 愛媛県　- 800松山支店・801今治支店・802新居浜営業所・803大洲営業所・804宇和島営業所
- 香川県　- 810高松支店・811坂出支店・812三豊支店
- 徳島県　- 820徳島支店
- 高知県　- 830高知支店・831土佐営業所・832中村営業所
- 兵庫県 - 681淡路営業所
- 四国4県と兵庫県（淡路島）を担当